# 安德里·雅羅斯拉沃維奇·梅利尼克
安德里·雅罗斯拉沃维奇·梅利尼克 （羅馬化：Andrii Yaroslavovych Melnyk；1975年9月7日—），乌克兰外交官，自2014年12月20日起担任驻德大使。自2016年起为特命全权大使。

## 履历
安德里生于乌克兰苏维埃社会主义共和国利沃夫。1997年，安德里于利沃夫大學毕业，专攻国际关系学以及德语翻译。随后梅利尼克在瑞典隆德大学法学院进修，在那里他获得了国际法硕士学位。此外他曾在哈佛大学实习，能够流利使用英语、德语。同年，他以高级顾问的身份加入乌克兰外交部的外事工作。
1999年至2003年间，梅利尼克曾担任乌克兰驻奥地利使馆二秘、一秘，并于2003年离职。2005年至2007年间，梅利尼克担任時任乌克兰总统维克托·尤先科的顾问 ，曾是双边及地区合作部的副部长、乌克兰总统秘书处主要外交政策事物分析及计划部部长，以及乌方在波烏總統顧問委員會的秘书。
此外，梅利尼克是乌克兰方面参加欧洲安全与合作组织安全合作及联合顾问组和开放天空咨询委员会的协商代表并以此著称。他曾是乌克兰与大阿拉伯利比亚人民社会主义民众国之间有关两国法理关系及民事和犯罪议题相互法律协助协定草案的谈判代表之一。
2007年至2012年间，梅利尼克曾担任乌克兰驻汉堡领事。他于领事馆创立了乌克兰公共组织协同委员会、在德乌克兰学生联合会、北德国乌克兰人协会以及在德乌克兰人协会。
2012年至2014年间，安德里·梅利尼克曾在乌克兰外交部工作。
2014年3月，他被任命为第一届亚采紐克内阁的副部长，分管乌克兰入欧事宜。
2014年12月19日，乌克兰总统彼得·波罗申科任命梅利尼克为乌克兰驻德国大使。
2022年6月29日，梅利尼克在接受采访时否认有证据证明斯捷潘·班德拉的“追随者”们参与了纳粹大屠杀以及二战期间烏克蘭民族主義者對波兰公民的屠杀。在受到波兰政府的官方抗议后，乌克兰外交部于2022年7月1日发布了一份声明澄清说那是梅利尼克的个人见解。2022年7月1日，以色列驻柏林大使馆发布了一份有关梅利尼克 采访的声明，指责他扭曲有关纳粹大屠杀的历史事实。德国联邦犹太人生活及抗击反犹主义专员菲利克斯·克莱因斥责了梅利尼克，并要求乌克兰尽快加入国际纳粹大屠杀纪念联盟（IHRA）。 
2022年7月5日，乌克兰宣布将自德国召回梅利尼克。
2022年11月19日，梅利尼克被任命为乌克兰外交部副部长。